# Siccia melanospila
Siccia melanospila là một loài bướm đêm thuộc phân họ Arctiinae, họ Erebidae.